# Torre de Pedra
Torre de Pedra este un oraș în São Paulo (SP), Brazilia.